# Monika Dzienisiewicz-Olbrychska
Monika Dzienisiewicz-Olbrychska (ur. 23 kwietnia 1939 w Łodzi, zm. 25 czerwca 2016 w Warszawie) – polska aktorka filmowa i teatralna, reżyserka i pedagog.

## Życiorys
W 1962 ukończyła studia na Wydziale Aktorskim Państwowej Wyższej Szkoły Filmowej, Telewizyjnej i Teatralnej im. Leona Schillera w Łodzi (PWSFTviT). W latach 1962–1972 była aktorką Teatru Ateneum w Warszawie.
Po zakończeniu kariery aktorskiej pracowała jako pedagog, jej wychowankami byli m.in. Izabela Kuna i Wojciech Malajkat.

### Życie prywatne
Była przyrodnią siostrą Macieja Dzienisiewicza – aktora i reżysera. Trzykrotnie wychodziła za mąż: za scenografa Wowo Bielickiego, aktora Daniela Olbrychskiego, oraz aktora Andrzeja Kopiczyńskiego. Z małżeństwa z drugim mężem miała syna, Rafała Olbrychskiego.
W czerwcu 2016, podczas jazdy samochodem, doznała udaru mózgu, w wyniku którego zmarła. 4 lipca 2016 spoczęła na Starym Cmentarzu w Łodzi.

## Filmografia

### Aktorska
- 1959: Lunatycy
- 1961: Bitwa o Kozi Dwór
- 1965: Tatarak
- 1969: Szkice warszawskie
- 1969: Struktura kryształu
- 1970: Safona (teatr telewizji)
- 1972: Iluminacja
- 1972: Antygona (teatr telewizji)
- 1977: Rytm serca (film telewizyjny)
- 1977: Aniele Boży, Stróżu mój (etiuda szkolna)
- 1978: Życie na gorąco (serial telewizyjny)
- 1978: Sowizdrzał świętokrzyski